# Броненосці типу «Маджестік»
У середині 1890-х років для Королівського флоту в рамках програми Спенсера, названої на честь першого лорда Адміралтейства Джона Пойнца Спенсера,  було побудовано дев’ять лінкорів типу «Маджестік», що складався з дев’яти додредноутів. З дев'ятьма введеними в озброєння одиницями вони були найчисленнішим типом лінійних кораблів. Дев'ять кораблів, «Маджестік», «Цезар», «Ганібал», «Іластріас», «Юпітер», «Магніфісент», «Марс», «Прінц Джордж» і «Вікторієс» були побудовані між 1894 і 1898 роками в рамках програми зміцнення Королівського флоту проти його двох традиційних суперників, Франції та Російської імперії. Це продовжило ініціативи з переозброєння ВМС, розпочаті Законом про військово-морську оборону 1889 року.

## Конструкція
«Маджестіки» мали низку значних удосконалень у конструкцію британського лінкора, включаючи броньований захист для гармат головного калібру, встановлених на барбетах. Кораблі були озброєні  чотирма  12-дюймовими гарматами BL Mark VIII, першою великокаліберною артилерійською системою в Королівському флоті, яка використовувала бездимний порох, що зробило її кращою майже у всіх відношеннях у порівнянні з більш ранніми гарматами. Вони також були першими британськими кораблями, на яких була встановлена броня Гарві, що забезпечило їм набагато більший рівень захисту. Кораблі виявилися одними з найуспішніших проектів свого часу, і вони були широко скопійовані в іноземних флотах, включаючи японський тип «Сікісіма» та «Мікаса», які були модифікованими версіями дизайну «Маджестік».

## Історія служби
Дев'ять кораблів протягом своєї кар'єри виконували різні ролі. В основному вони служили на флоті Ла-Маншу, хоча кілька з них здійснили кілька ротацій  на Середземноморському флоті, а «Вікторієс» служив на Китайській станції в 1900-02.  
З початком Першої світової війни в липні 1914 року кораблі більше не були кораблями першої лінії, а використовувалися для захисту переправи Британського експедиційного корпусу та різних пунктів на британському узбережжі. У 1915 році кілька кораблів було роззброєно, їхні гармати були використані для озброєння моніторів типу «Лорд Клайв». Зняті з озброєння лінкори використовувалися як військові кораблі під час кампанії в Дарданеллах, а «Принц Джордж» і «Маджестік» використовувалися для обстрілу ворожих позицій до того, як « Маджестік » був торпедований німецькою підводним човном. Уцілілі кораблі використовувалися на другорядних ролях з 1915 року, а після війни всі були продані на злам – 1920-22 роках. Лише один, «Принц Джордж», уникнув розборок, зазнавши аварії поблизу Кампердуїну.